# Resolutie 207 Veiligheidsraad Verenigde Naties
Resolutie 207 van de Veiligheidsraad van de Verenigde Naties werd op 10 augustus 1965 unaniem aangenomen door de leden van de VN-Veiligheidsraad. Dat gebeurde op de 1236e vergadering van de Raad.

## Achtergrond
Het eiland Cyprus wordt bewoond door een Griekse en een Turkse bevolkingsgroep. In 1960 werd het eiland onafhankelijk van het Verenigd Koninkrijk. De machtsdeling tussen de twee bevolkingsgroepen kwam niet van de grond en de situatie escaleerde eind 1963 tot geweld. Op Brits
initiatief kwam er een wapenstilstand en onderhandelingen. Die leidden tot niets en de Cypriotische president bracht de zaak voor de Verenigde Naties.

## Inhoud
De Veiligheidsraad merkte op dat de secretaris-generaal, in zijn rapport, onrust op het eiland had bemerkt. Ook merkte de Veiligheidsraad de rapporten van de secretaris-generaal van 2, 5 en 10 augustus 1965 op. Resolutie 186 werd bevestigd. Alle betrokken partijen werden opgeroepen om terughoudend te handelen, conform de voornoemde resolutie.

## Verwante resoluties
- Resolutie 201 Veiligheidsraad Verenigde Naties
- Resolutie 206 Veiligheidsraad Verenigde Naties
- Resolutie 219 Veiligheidsraad Verenigde Naties
- Resolutie 220 Veiligheidsraad Verenigde Naties

Lijst ·  200 ·  201 ·  202 ·  203 ·  204 ·  205 ·  206 ·  207 ·  208 ·  209 ·  210 ·  211 ·  212 ·  213 ·  214 ·  215 ·  216 ·  217 ·  218 ·  219